# Hemiserica bilobata
Hemiserica bilobata är en skalbaggsart som beskrevs av Gilbert John Arrow 1945. Hemiserica bilobata ingår i släktet Hemiserica och familjen Melolonthidae. Inga underarter finns listade i Catalogue of Life.